# Languedoc-Roussillon
Languedoc-Roussillon Franciaország egyik régiója volt 2015 végéig.
A 2014. évi közigazgatási reform keretében néhány új közigazgatási régió létrehozásáról és a korábbiak közül több összevonásáról döntöttek. 2016. január 1-jén  Languedoc-Roussillon Midi-Pyrénées-vel együtt az újonnan alakított Okcitánia közigazgatási régió része lett.